# ディアナ・アグロン
ダイアナ・エイグロン（Dianna Elise Agron [ˈeɪɡrɒn]; 1986年4月30日 - ）は、アメリカ合衆国ジョージア州出身の女優。幼少期から地元のミュージカルに多数出演。テレビドラマ『glee/グリー』のクイン・ファブレイ（Quinn Fabray）役として知られている。日本語では「ディアナ・アグロン」と呼称されることが多い。

## 略歴
エイグロンはジョージア州サバンナで生まれ、テキサス州サンアントニオとカリフォルニア州サンフランシスコで育った。彼女はメアリー（Mary）とハイアットホテルの総支配人を務めるロナルド・S・エイグロン（Ronald S. Agron）の娘である。このため、エイグロンが言うには彼女と家族は色々なホテルに住み着き暮らしていたそうである。 彼女にはジェイソン（Jason）という弟がいる。エイグロンの父親の家系は元はロシア出身であり、エイグロンによると彼らの元の姓であったアグロンスキー（Agronsky）は、エリス島の役所に変更されたのである。 彼女の父親はユダヤの家系に生まれ、彼女の母親はユダヤ教に改宗（Conversion to Judaism）した。 エイグロンはヘブライ・スクール（Hebrew school）に通い、バト・ミツワーとなった。 彼女は15歳の時、父親が多発性硬化症であることを知った。『Cosmopolitan』誌のインタビューにおいて、彼女は明かした。「ものすごく変わってしまったわ。その年齢で、あなたは親が死ぬなんて思わないでしょう。」（"Quite a bit changed after that. At that age, you don't see mortality in your parents."） その病気は彼女の両親の破局の原因となり、彼らは離婚を決定し、それにより彼女と弟はひどく辛い思いをした。彼女は述べた。「私は家族のセラピストになる必要があったの... 接着剤に。こんなこと私まだ話す準備ができていないわ。」（"I had to play therapist to my family... be the glue. Those kinds of things I'm not ready to speak about yet."）
エイグロンはバーリンゲーム中学校（Burlingame Intermediate School）とバーリンゲーム高校（Burlingame High School）に通い、その高校で彼女はホームカミング・コート（Homecoming Court）に選ばれ、また『グリース』のマーティー（Marty）役を演じる他方で舞台美術、衣装、ペインティングにも関与した。 彼女は3歳からダンスをしていて、主にジャズとバレエに打ち込み、後にヒップホップダンスを始めた。エイグロンはその後ミュージカルシアターに夢中になり、しばしば地域や学校の上演で演じた。彼女は5年生の時に『オズの魔法使い』（The Wizard of Oz）のドロシー・ゲール（Dorothy Gale）を演じ、10代でダンスのコーチを始めた。 彼女によると、彼女は高校の一般的価値における「人気者」（"popular"）の生徒ではなかったが、学校周辺の色々な仲間から多くの友人を持った。
高校を卒業後、女優になる意志を固め CSI: NY や HEROES などに出演。2009年『glee』にて大役を得る。

## 私生活
ベジタリアン。動物愛護団体PETAのメンバー。
レディオヘッドのファンで映画はティム・バートン監督作品がお気に入りである。
アレックス・ペティファーと交際していたが、破局。2016年にイギリスのバンド、マムフォード・アンド・サンズのメンバーであるウィンストン・マーシャルと結婚した。

## フィルモグラフィー

### 映画
| 公開年 | 邦題 原題                                                        | 役名                            | 備考                   | 吹き替え   |
| ------ | ---------------------------------------------------------------- | ------------------------------- | ---------------------- | ---------- |
| 2006   | ストレンジャー・コール When a Stranger Calls                     | チアリーダー                    | セリフ・クレジットなし |            |
| 2007   | ブローバック T.K.O.                                              | ダイアナ                        |                        | TBA        |
| 2010   | 選ばれる女にナル3つの方法 The Romantics                          | マイノー・ヘイズ                |                        | 無し       |
| 2010   | バーレスク Burlesque                                             | ナタリー                        |                        | 小橋知子   |
| 2011   | HUNTERS ハンターズ The Hunters                                   | アリス                          |                        | 無し       |
| 2011   | アイ・アム・ナンバー4 I Am Number Four                           | サラ・ハート                    |                        | 水樹奈々   |
| 2011   | Glee/グリー ザ・コンサート 3Dムービー Glee: The 3D Concert Movie | クイン・ファブレイ Quinn Fabray |                        | 無し       |
| 2013   | マラヴィータ The Family                                          | ベル・ブレイク                  |                        | 水樹奈々   |
| 2015   | ZIPPER/ジッパー エリートが堕ちた罠 Zipper                        | ダリア                          |                        | 松浦裕美子 |
| 2015   | タンブルダウン 彼の遺した恋の歌 Tumbledown                       | フィンリー                      | 日本劇場未公開         | 無し       |
| 2017   | クローズド・ガーデン Novitiate                                   | メアリー・グレイス              | 日本劇場未公開         | 無し       |
| 2018   | シュガー・ラッシュ:オンライン Ralph Breaks the Internet          | ニュースアンカー                | 声の出演               | TBA        |
| 2019   | ベルリン、アイラブユー Berlin, I Love You                        | カタリナ                        | オムニバス映画 兼監督  | 無し       |
| 2019   | クリティカル・ブロンド Against the Clock                         | テス・チャンドラー              |                        | 佐古真弓   |

### テレビ
| 放映年      | 邦題 原題                                | 役名                 | 備考                                                                  | 吹き替え |
| ----------- | ---------------------------------------- | -------------------- | --------------------------------------------------------------------- | -------- |
| 2005        | 女検察官アナベス・チェイス Close to Home | ドランクガール       | シーズン2 第6話 "ホームカミング"                                      | 無し     |
| 2006        | CSI:ニューヨーク CSI: NY                 | ジェシカ・グラント   | シーズン3 第7話 "殺しのブルース"                                      | TBA      |
| 2006        | ドレイク&ジョシュ Drake & Josh           | レクシー             | シーズン4 第6話 "The Great Doheny"                                    | TBA      |
| 2006        | SHARK カリスマ敏腕検察官 Shark           | ジーナ・メローン     | シーズン1 第8話 "三角関係の悲劇"                                      | 無し     |
| 2006 - 2007 | ヴェロニカ・マーズ Veronica Mars         | ジェニー・バドッシュ | シーズン３ 第5話「リリーのネックレス」 第19話「キャンパス偽造ID事件」 | 牛田裕子 |
| 2007        | HEROES Heroes                            | デビー・マーシャル   | 5エピソード                                                           | TBA      |
| 2008        | NUMBERS 天才数学者の事件ファイル Numb3rs | ケリー・ランド       | シーズン5 第4話 "天才詐欺師"                                          | TBA      |
| 2009 - 2015 | Glee/グリー Glee                         | クイン・ファブレイ   | シーズン1 - 3: メインキャスト シーズン4 - 6: ゲスト 74エピソード      | 水樹奈々 |